# Lawa trzewiowa

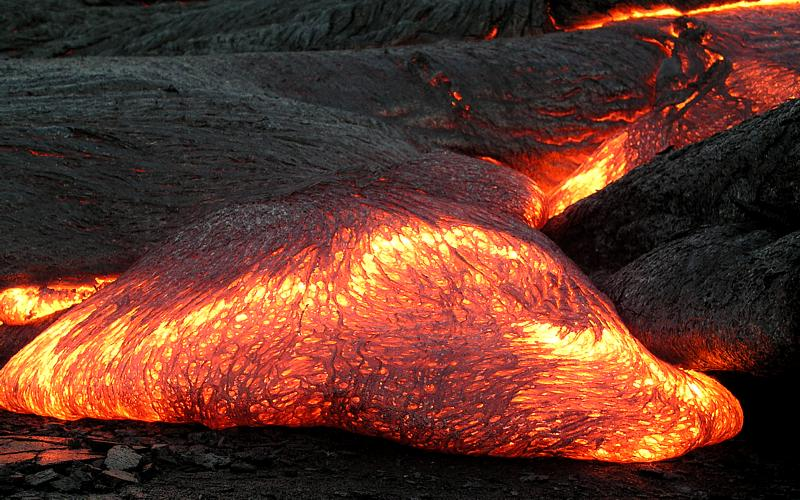
Spływająca pahoehoe (Hawaje)

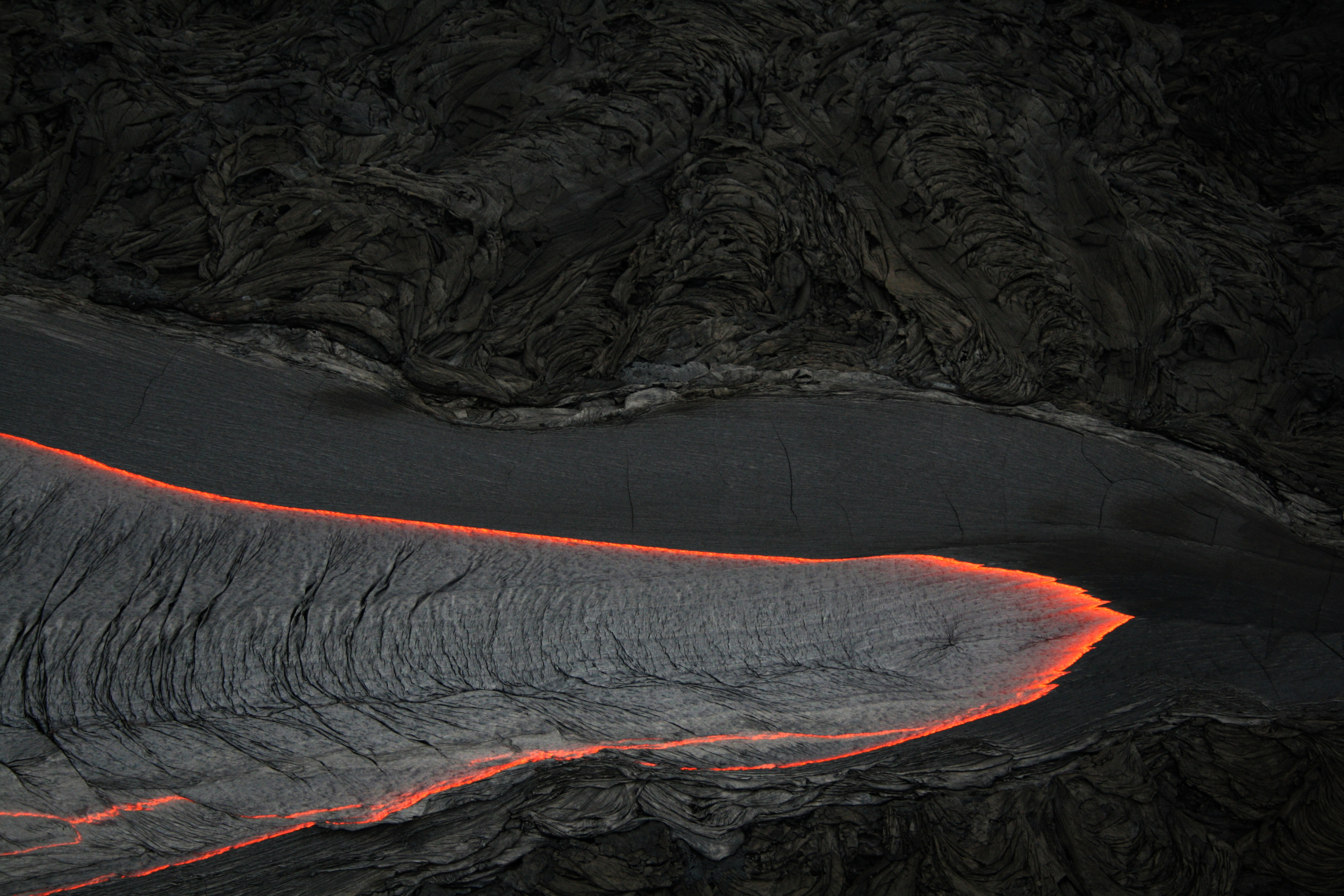
Widok z góry na pahoehoe

Lawa trzewiowa, pahoehoe – jedna z odmian lawy, najczęściej występuje w materiale erupcyjnym na Hawajach oraz Islandii.
Cechuje się małą lepkością, dużą ilością gazu, zawartego w postaci drobnych pęcherzyków oraz zazwyczaj bazaltowym składem. W czasie stygnięcia zewnętrzna część stygnie szybko, tworząc szklistą powłokę, natomiast wnętrze potoku lawy, ze względu na jej małą lepkość, porusza się jeszcze, co powoduje, że powierzchnia potoku marszczy się, tworząc formy przypominające ściśle związane ze sobą sznury, trzewia. Są one zazwyczaj poskręcane i powyginane. Nigdy nie tworzy gładkiej powierzchni. Pospolite wśród law trzewiowych są powstające w ich obrębie tunele i jaskinie.